# Casa Pich i Pon
La casa Pich i Pon è un edificio di sei piani progettato nel 1921 da Josep Puig i Cadafalch che si trova al numero 9 di Plaça de Catalunya a Barcellona.
L'edificio è stato costruita su un altro preesistente realizzato da Josep Vilaseca e aveva la funzione di ospitare l'abitazione dell'industriale e politico Joan Pich i Pon, sindaco di Barcellona nel 1935, che, contrariamente alla tradizione, decise di abitare all'ultimo piano invece che al primo rendendo così la casa Pich i Pon il primo attico moderno della città.
Il progetto dell'edificio sembra sia ispirato dalle opere dell'architetto americano Louis Sullivan, sia per le grandi finestre quadrate ricavate direttamente nel muro che per l'uso del ferro, ed è caratterizzato da linee classiche ad eccezione della porta barocca e dei tempietti a coronamento degli angoli che gli conferiscono un carattere monumentale.